# St. Georg (Peißenberg)
Die Kapelle St. Georg in Peißenberg, einem Markt im oberbayerischen Landkreis Weilheim-Schongau, liegt am bewaldeten Südhang des Hohenpeißenberges auf dem Gelände einer hochmittelalterlichen Ministerialenburg. Das schlichte Gotteshaus birgt neben einigen bemerkenswerten Ausstattungsstücken einen bedeutenden Zyklus gotischer Wandmalereien.

## Geschichte

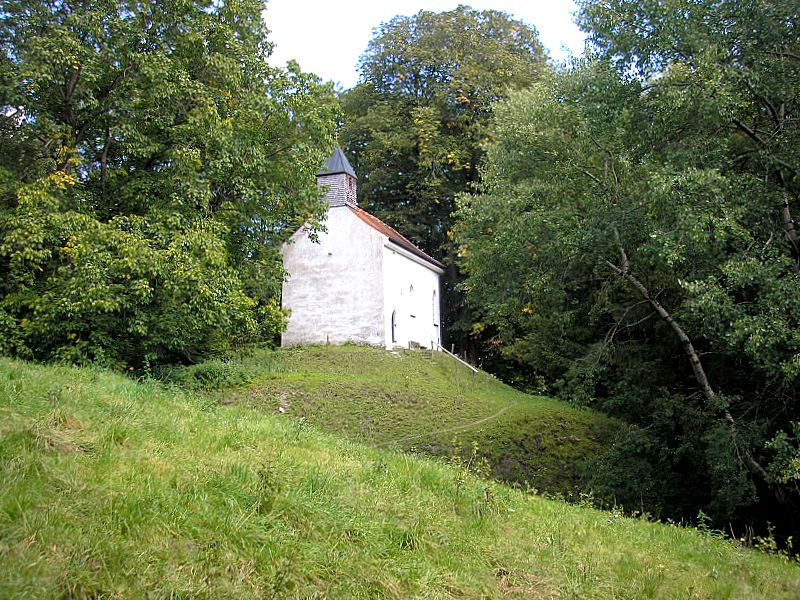
Kapelle und Burgstall von Südwesten über dem Halsgraben

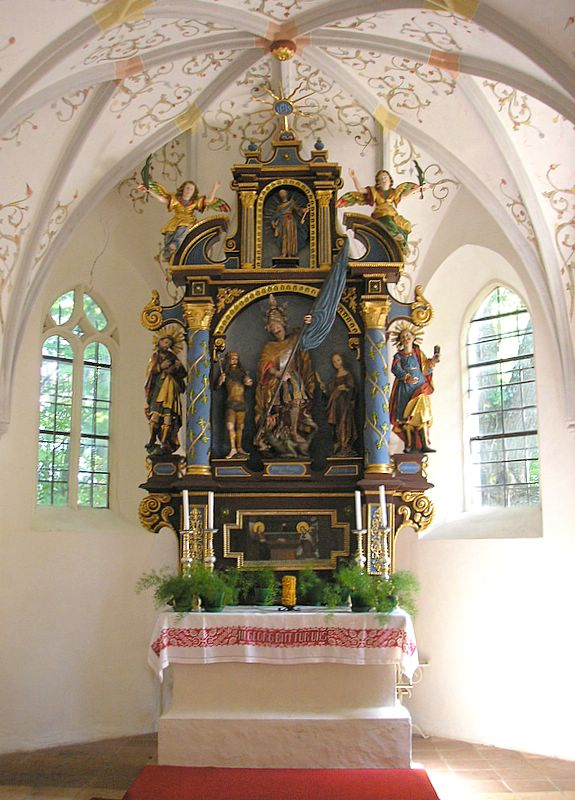
Barocker Hochaltar mit spätgotischen und barocken Skulpturen

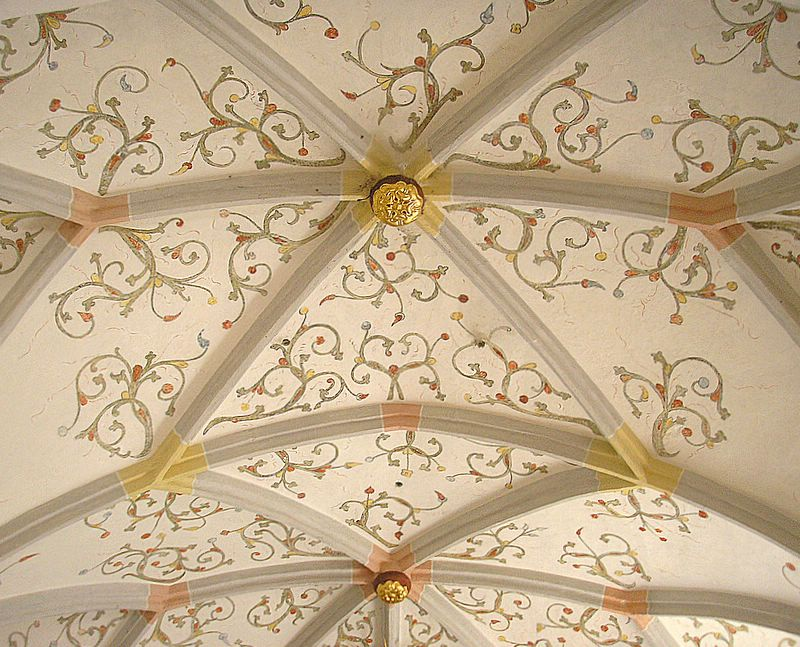
Blick ins Chorgewölbe

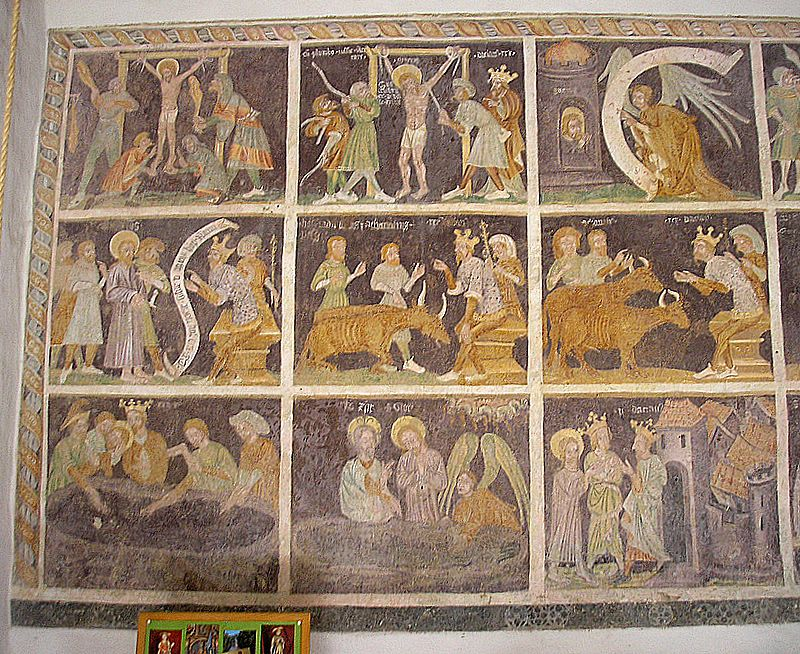
Gotische Wandmalerei "Leben des hl. Georg" (Westteil)

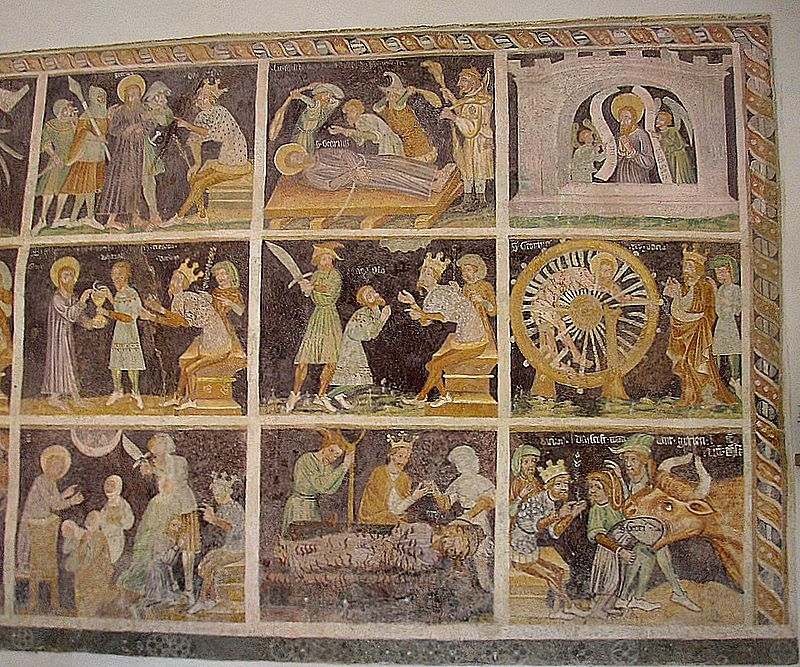
Ostteil der Bildfolge

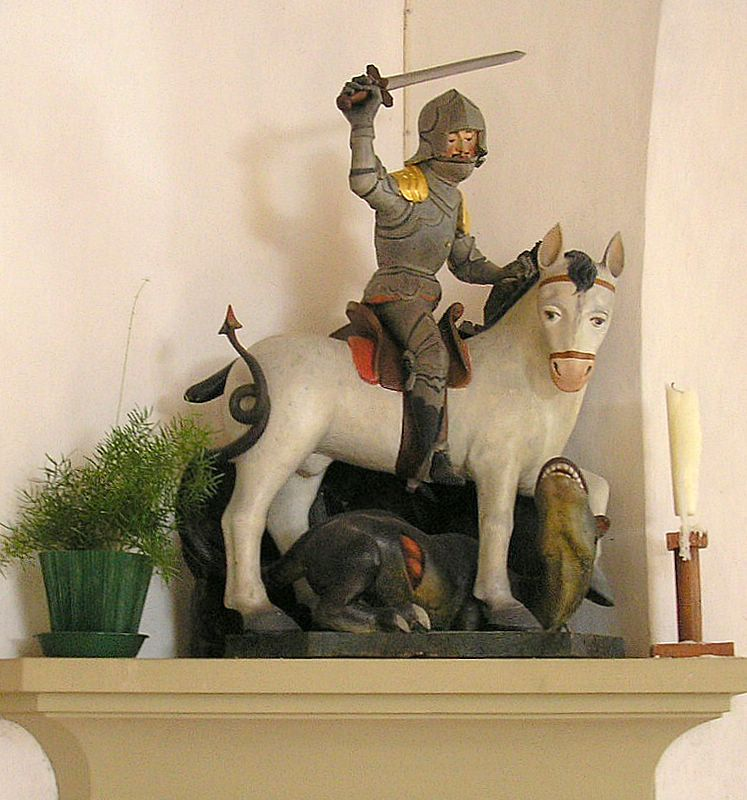
Der Kirchenpatron mit dem Drachen am Chorbogen (16. Jahrhundert)

Die Burg Peißenberg entstand wohl im 12. Jahrhundert als Sitz einer welfischen Ministerialenfamilie. Als Dienstmannen saßen u. a. die Herren von Peißenberg und die Marschalken von Schiltberg auf dem Bergsporn. Nach dem Tod des letzten Welfen kam die Herrschaft 1286 an die Grafen von Seefeld.
1388 wurde die Veste zusammen mit ihrer Nachbarburg „St. Jais“ (Jodok) auf herzoglichen Befehl zerstört. Angeblich sollen etwa 500 herzogstreue Weilheimer die Burg erstürmt haben. Dem abtrünnigen Grafen Wilhelm von Seefeld wurde allerdings im Jahr darauf in Augsburg Amnestie zugesichert.
Die Burgkapelle blieb jedoch erhalten. Um 1400/10 gab man bei einem Münchner oder Augsburger Maler einen umfangreichen Zyklus von Wandmalereien in Auftrag. Von den ursprünglich etwa 50 Darstellungen aus dem Leben des heiligen Georg sind noch 18 Bildfelder erhalten. 1497 wurde der netzgewölbte Chor an das romanische Langhaus angebaut. Der heutige Hochaltar entstand 1675.
1909 entwendete ein Münchener Malermeister die beiden spätgotischen Statuen des Hochaltares, die aber rasch wieder in das Kirchlein zurückgeführt werden konnten. Ein erneuter Diebstahl der beiden bemerkenswerten Skulpturen konnte 1965 ebenfalls bald aufgeklärt werden.
Der kleine Sakralbau wurde 1940, 1979/81 und 1997 (Innenraum) renoviert. Der Burgstall ist frei zu zugänglich, der Schlüssel zur Kapelle wird im Bauernhof nebenan aufbewahrt.

## Beschreibung
Die weiß verputzte Kapelle steht auf dem höchsten Punkt des Burgstalles in etwa 700 m Seehöhe. Ein einfaches Spitzbogenportal gewährt auf der Südseite Einlass. Daneben durchbrechen zwei Spitzbogenfenster das Mauerwerk des Langhauses. Nach Osten ist der eingezogene Chor angebaut. Über dem Westgiebel sitzt ein kleiner, verschieferter Dachreiter mit Zeltdach.

### Innenraum
Das rechteckige Langhaus wird von einer Holzbalkendecke auf Unterzügen überdeckt. Der Chor mit dem barocken Hochaltar ist etwas niedriger als der Laienraum.

### Wand- und Deckenmalereien
Die Gewölbefelder des spätgotischen Netzgewölbes sind mit Rankenmotiven ausgemalt. Auf der fensterlosen Nordwand des Langhauses wurde der erhaltene Rest der Bildfolge aus dem Leben des Titelheiligen freigelegt. Die Szenen sind nach der ältesten Überlieferung der Georgslegende gestaltet, die noch nicht den Kampf des Heiligen mit dem Drachen beinhaltet (Passio Sancti Georgi im Codex Gallicanus, 9. Jh.). Die Legende des Drachenkampfes wurde erst im 12. Jh. der Überlieferung hinzugefügt. Die Bildfelder wurden 1929 vom Besitzer, dem „Jürgamo“ (Hofname), wiedergefunden und 1940 freigelegt. 18 Darstellungen zeigen den heiligen Georg als Märtyrer und den Tod des Heiligen in teilweise drastischer Weise.

### Ausstattung
Der Hochaltar von 1675 birgt neben dem Mittelbild mit der volkstümlichen Skulptur des Kirchenpatrons mit dem Drachen zwei spätgotische Bildwerke der heiligen Agatha und des heiligen Onuphrius (um 1500), die dem „Meister der Untermenzinger Altarfiguren“ zugeschrieben werden. Außen stehen die Heiligen Cosmas und Damian, der Auszug zeigt den Apostel Petrus. Das Werk des Weilheimers Franz Koch in der Predella ist eine seitenverkehrte Kopie nach dem Gnadenbild (Verkündigung) der Kirche SS. Annunziata in Florenz.
Im nördlichen Chorwinkel steht eine weitere plastische Darstellung des Drachenkampfes auf einer Konsole (16. Jh.). Das südliche Gegenstück ist eine spätgotische Muttergottes mit dem Kind aus der Zeit um 1500. Etwa gleichzeitig entstanden die beiden Leuchterengel an den Chorwänden. Das Kruzifix an der Westwand stammt aus dem 16. Jahrhundert. Über dem Portal hängt das gemalte Epitaph (1647) der Familie Lengger. Unter dem heiligen Georg mit dem Drachen erkennt man das vornehm gekleidete Elternpaar mit seiner stattlichen Kinderschar.

## Burgstall
Der Bauernhof auf dem Vorburggelände westlich der Kapelle geht vielleicht noch auf den ehemaligen Wirtschaftshof der Burg zurück. Der Hofname „Jürgamo“ leitet sich von der Kapelle ab. Der „Ritterheilige“ St. Georg war Patron zahlreicher Burgkapellen. Bereits 1431 ist im Salbuch der Tuchsenhauer vom „St Jörgen Guetl“ die Rede. Die dort ansässige Familie kümmert sich bereits seit Jahrhunderten um das kleine Gotteshaus, das sich in ihrem Besitz befindet.
Die Kernburg wird durch einen vier bis fünf Meter tiefen Halsgraben von Hof getrennt. Das längliche Burgplateau fällt in mehreren Stufen nach Osten ab. Südlich ist dem Steilhang eine zwingerähnliche Terrasse vorgelagert. Nach Norden schützte ein tiefes Bachtal die Anlage. Obertägige Mauerreste haben sich nur im Langhaus der ehemaligen Burgkapelle erhalten.

## Denkmalschutz
Die Kapelle St. Georg steht unter Denkmalschutz und ist unter dem Aktenzeichen D-1-90-139-22 in der Denkmalliste des Bayerischen Landesamtes für Denkmalpflege erfasst.